# Playa de las Moreras
La playa de las Moreras es una playa fluvial ubicada en la ciudad de Valladolid. Se encuentra paralela al paseo de Isabel la Católica, limitando con la Rosaleda Francisco Sabadell y parte de la orilla izquierda del río Pisuerga. La playa data de la década de 1950.

## Historia

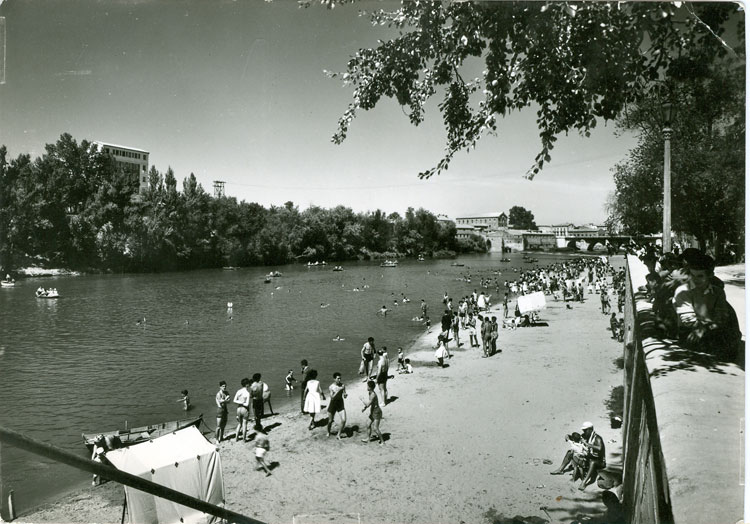
La playa, mitad

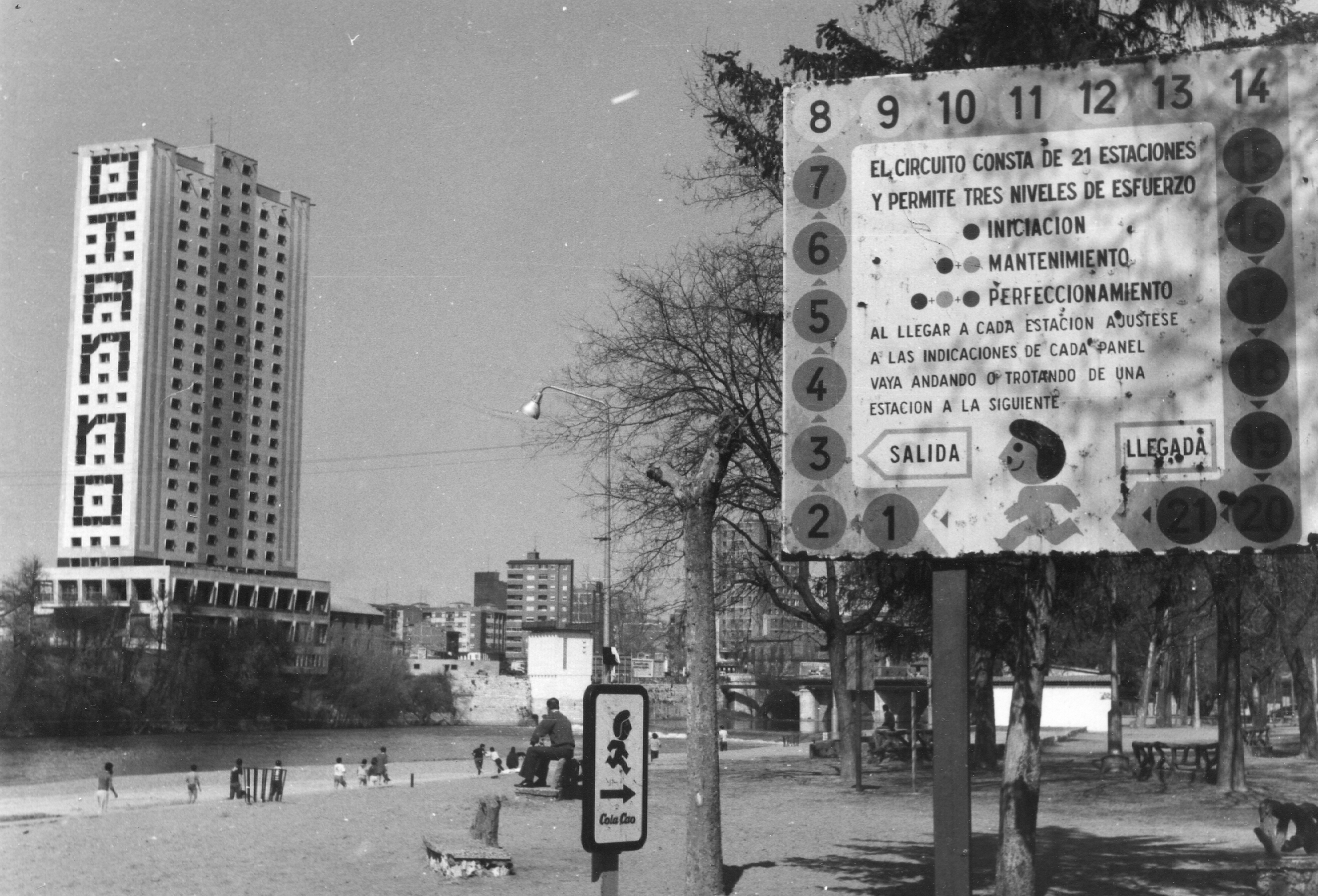
La playa de las Moreras en 1986, con la cartelería del circuito deportivo y mobiliario urbano de la época, al fondo el edificio Duque de Lerma con la pintada OTAN NO

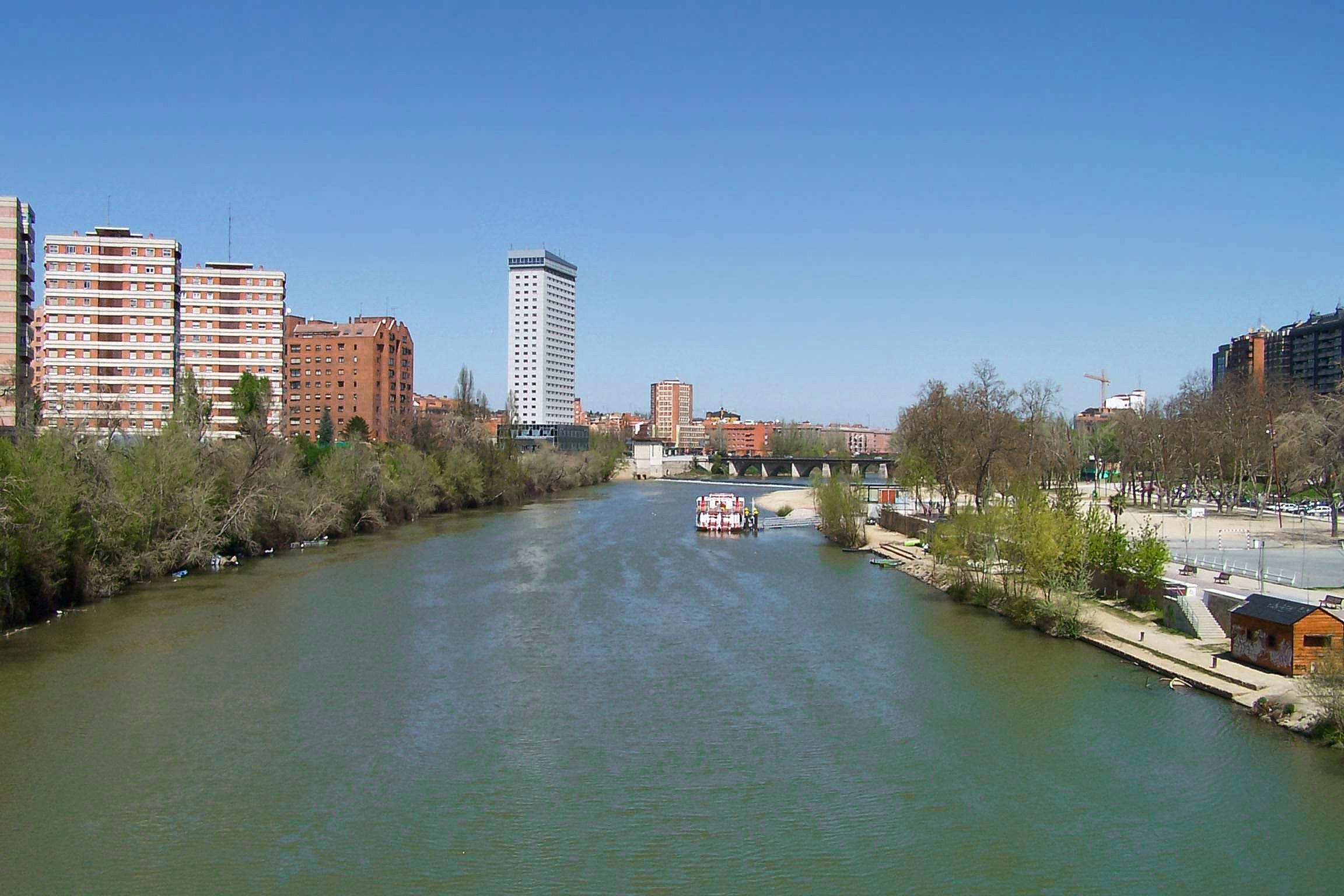
El río Pisuerga a su paso por Valladolid, con el puente Mayor al fondo, a su izquierda el edificio Duque de Lerma y a su derecha la playa de las Moreras. También se observa el barco Leyenda del Pisuerga atracado. El caudal medio de este río lo convierte en el principal afluente del Duero. Imagen del año 2003.

En el siglo XVIII se denominaba a esta zona El Espolón Nuevo, ya por aquellas fechas se edificó parte del muro de piedra que encierra el terraplén hacia el cauce del río Pisuerga, que se empleaba para bajar a las antiguas aceñas. 
En el verano de 1951, entró en servicio una modesta playita (con la denominación original de playa del Batán). Pero pronto quedó claro que era insuficiente para la creciente demanda de bañistas y obligó al Ayuntamiento a ampliar considerablemente esos servicios y a mejorar también la calidad y limpieza de la tierra. 
Entre 1935 y 1998 estuvieron operativas unas piscinas bastante populares llamadas Samoa y Deportiva. En concreto, las piscinas Samoa se inauguraron el 29 de junio de 1935 y contaban con dos espacios, uno para niños y otro para adultos. Las paulatinas crecidas del río Pisuerga fueron deteriorando ambos recintos y acabaron por derribarse en 1998. Cuando desaparecieron, su espacio fue cubierto por la ampliación de la playa y la construcción de canchas de deporte.
En 1954 hubo una remodelación de las casetas de baño y durante las décadas de los 50 y los 60 miles de personas acudían en verano a la playa.
En 2015 se rescató del fondo del río un pecio correspondiente a una barca metálica (probablemente correspondiente a la ya desaparecida NICAS).
Cada año el ayuntamiento libra una partida presupuestaria para reconstruir lo que las subidas del río se han llevado por delante en otoño e invierno.
Las playas son concurridas por gran cantidad de personas en eventos como la popular hoguera de San Juan (noche del 23 al 24 de junio) o durante las fiestas patronales de la Virgen de San Lorenzo (primera semana de septiembre).

## Galería

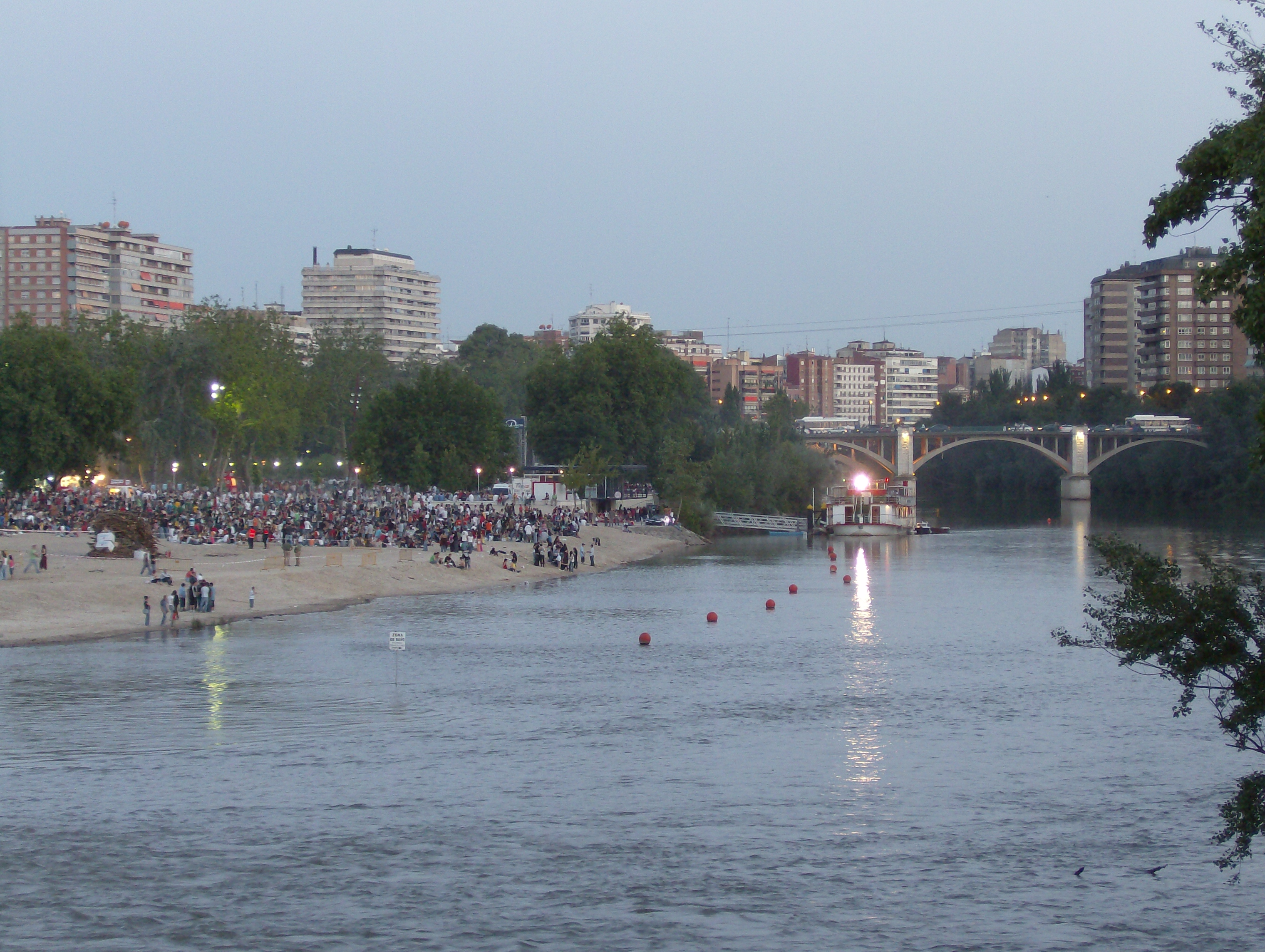
La playa, durante las hogueras de la noche de San Juan del año 2007.
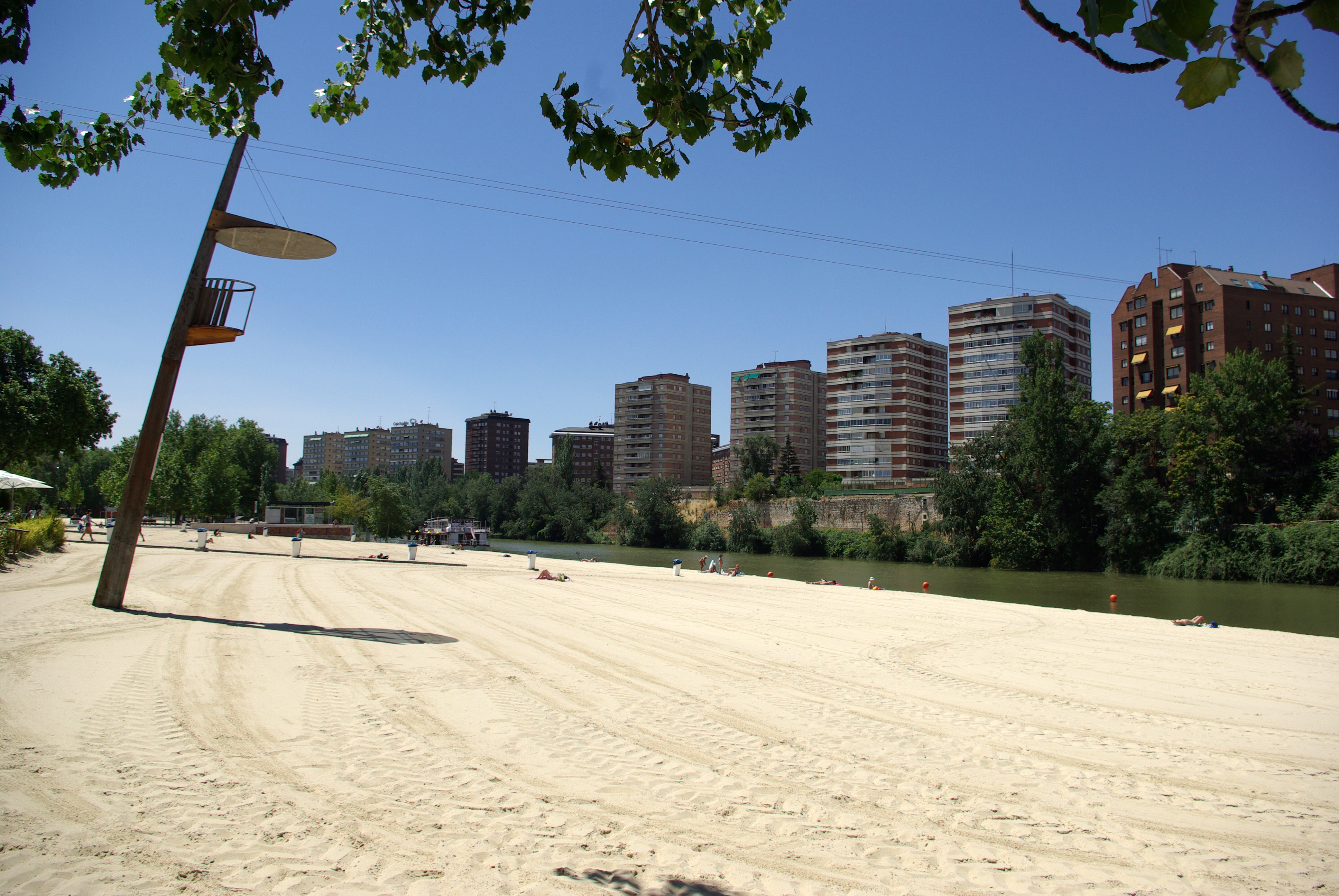
Vista parcial de la playa, al fondo el barco Leyenda del Pisuerga, año 2013.
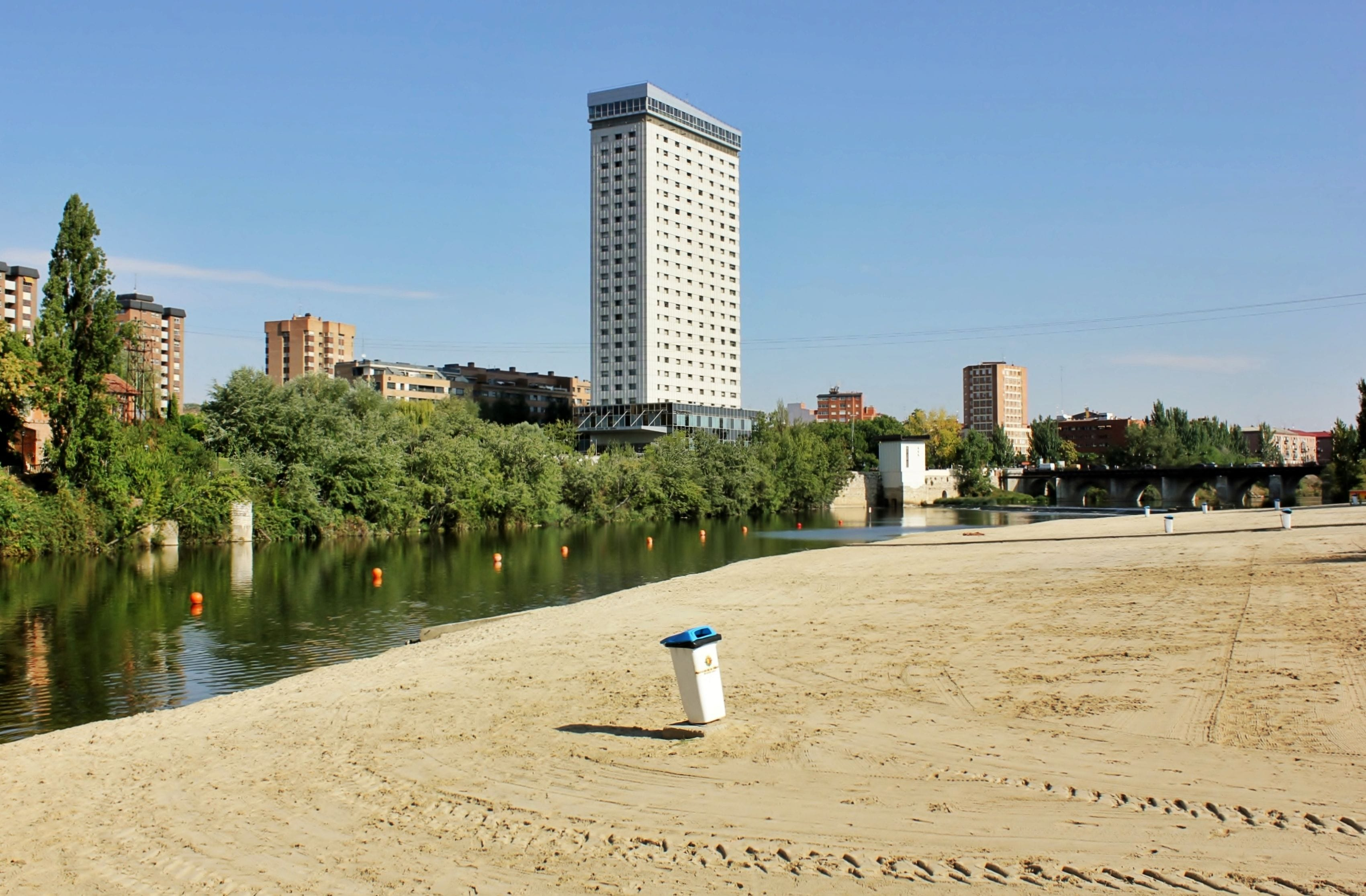
Vista desde la playa del Edificio Duque de Lerma, año 2017.
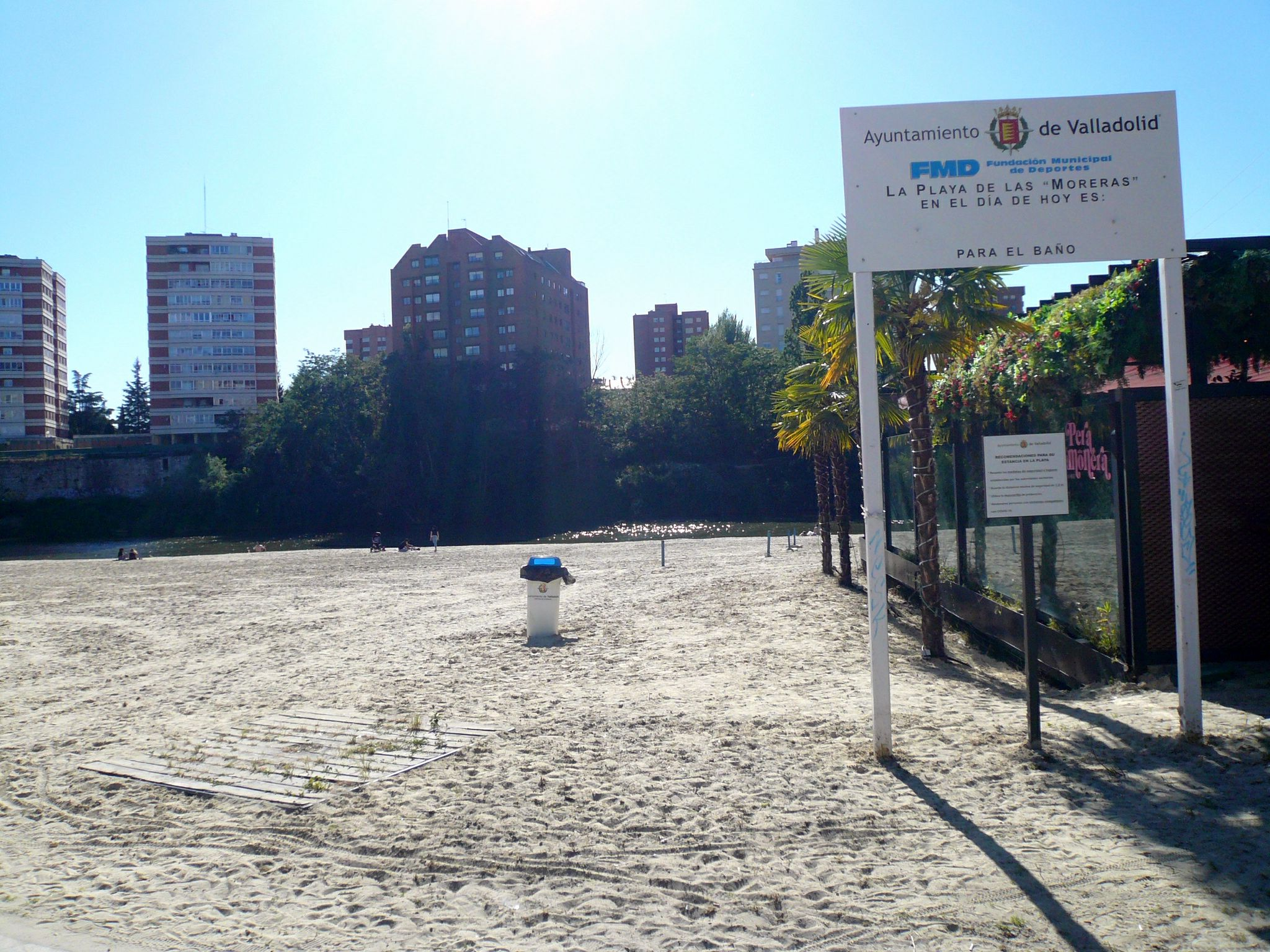
Una de las entradas a la playa, a la derecha el restaurante "Pera Limonera", año 2023.